# کشیشتف کومه‌دا
کشیشتف کومه‌دا (لهستانی: Krzysztof Komeda؛ ‏ تلفظ لهستانی: [ˈkʂɨʂtɔf]؛ ‏ ۲۷ آوریل ۱۹۳۱ – ۲۳ آوریل ۱۹۶۹) آهنگساز موسیقی فیلم و پیانیست جاز اهل لهستان بود. شهرتش بیشتر به‌خاطر موسیقی‌هایی است که برای فیلم‌های اولیهٔ رومن پولانسکی مانند بچه رزماری و چاقو در آب ساخته است. آلبوم موسیقی جاز او به نام «آستیگماتیک»، از برجسته‌ترین نمونه‌های موسیقی جاز اروپایی به‌شمار می‌رود.
از فیلم‌هایی که وی در آن‌ها نقش داشته است، می‌توان به دست‌ها بالا!، گرسنگی و جادوگران بی‌گناه اشاره نمود.
کومه‌دا سال ۱۹۶۹ در ۳۷ سالگی بر اثر تصادف و هماتوم ناشی از آن درگذشت.